# عميرة بنت معوذ
عميرة بنت معوذ الصحابية الجليلة، اسمها عميرة بنت معوذ بن الحارث بن رفاعة بن عفراء، أبوها الصحابي معوذ بن الحارث وأختها الصحابية الربيع بنت معوذ، وأمها أم تزيد بنت قيس بن زعوراء بن حرام بن جندب بن عامر بن غنم بن عدي بن النجار، أسلمت عميرة وبايعت رسول الله صلى الله عليه وسلم، تزوجها من أبو حسن بن عبد عمرو من بني مازن بن النجار، فولدت له عمارة وعمرا وسرية بني أبي عمرو.
ذكر ابن سعد عُمَيْرة في المبايعات، وقال: «تزوجها أبو حسن بن عَبد عمرو المازنيّ، فولدت له عمارة، وعمرًا، وسرية».